# Neocaristius heemstrai
Neocaristius heemstrai is een straalvinnige vissensoort uit de familie van de caristiden (Caristiidae). De wetenschappelijke naam van de soort is voor het eerst geldig gepubliceerd in 2006 door Trunov, Kukuev & Parin.